# Ion Mincu
Ion Mincu (1852. december 20.Foksány – 1912. december 6. Bukarest) román műépítész, mérnök, egyetemi tanár és politikus. A neo-román építészet híve. Munkásságában megtalálhatóak a hagyományos román építészet motívumai. Erre jó példa a Kisseleff uti Büfé (1882-1892) és a Robescu villa Sinaián.

## Élete
Líceumi tanulmányait a foksányi Liceul Unirea-ban(magyarra fordítva Egyesülés Líceum) végzi 1863 és 1871 között. 1871-ben beiratkozik a bukaresti Nemzeti Út- és Hídépítő Iskolába(Școala Națională de poduri și șosele), ahol sikeresen megszerzi mérnöki diplomáját 1875-ben. 1877 és 1884 között a párizsi szépművészeti egyetemen tanul, tanárai többek között Remy de Louanges és J. Gaudet. Itt elnyeri építészeti diplomáját és 1883-ban a francia építészek szövetsége kitünteti.

## Munkái
- Szent Péter és Pál katedrális, Konstanca, 1895
- Lahovari ház, Bukarest, 1886
- Kiseleff uti büfé, Bukarest, 1882-1892, jelenleg Doina étterem
- Robescu villa, Sinaia 1897
- Petrașcu ház, Piața Romană (Római tér), Bukarest 1904
- Központi leányiskola, Bukarest, 1890
- Adminisztrációs palota, Galați, 1905-1906
- Kereskedelmi bank palotája, Craiova, 1906, befejezte C. Iotzu, 1916-ban
- Városháza (projekt)
- Hadi iskola, București (projekt)
- Ghica, Cantacuzino, Gheorghieff síremlékek, a Bellu temetőben (1900-1904)
- Restaurálta a bukaresti Stavropoleos templomot (1904-1910)
- A Monteoru ház is az ő tervei alapján került restaurálásra, 1887–1888 (az írók egyesületének a székhelye)
- Vernescu ház, Bukarest, 1887-1889
- Az Igazságügyi Palota belső terének a díszítése is az ő nevéhez fűződik, București, 1890-1895

## Cikkei
- A mi szépművészeti iskolánk (1895-1896 a Literatura și arta română (Román irodalom és művészet) folyóiratban)
- A P. Antonescu építészeti kiállítás (1900-1901 a Literatura și arta română folyóiratban)
- A Kereskedelmi Kamara versenye Bukarestben,  Ösztöndíj palota (1907 a Literatura și arta română folyóiratban)
- Művészeti krónika - Stavropoleos (1904 az Epoca folyóiratban)

## Kitüntetések
- A román építészeti iskola kialakulásában játszott fontos szerepe elismeréseképpen, 1953-tól kezdve az ő nevét viseli a bukaresti Műépítészeti és Városrendezési Egyetem (Universitatea de Arhitectură și Urbanism).
- 2012-ben post-mortem kinevezik a Román Akadémia (Academia Română) tagjának.[1]